# Kaštel Vitturi
Kaštel Vitturi - kaštel u Kaštel Lukšiću izgrađen krajem 15. stoljeća kojeg su podigli braća Nikola i Jerolim Vitturi.

## Povijest kaštela i obitelji Vitturi
Nakon pada Bosne 1463. godine kada se kralj Stjepan Tomašević predao Turcima i njihovom sultanu Mehmedu II. Osvajaču, Dalmaciji koja je tada bila pod mletačkom vlašću je zaprijetila opasnost od sve većih provala Turaka. 
Upravo zbog toga su trogirski i splitski posjednici počeli graditi utvrde na području između Splita i Trogira. Prostor oko njih je bio utvrđen obrambenim zidom kako bi se tu naselili težaci koji su obrađivali njihova polja. Tako je do 17. stoljeća izgrađeno 17 kaštela ili kula, po kojima je čitav taj prostor dobio ime Kaštela.
Braća Vitturi, trogirski plemići, zatražili su 1487. godine dozvolu za izgradnju kaštela na svom posjedu u kojemu će se oni i njihovi nasljednici moći zakloniti od Turaka i podanika hrvatsko-ugarskog kralja (vjerojatno su mislili na kliške uskoke). 
U molbi su se obvezali da će oko samog kaštela izgraditi naselje za svoje težake i opasati ga jarkom i bedemom. Trogirski knez Karlo Pesaro odobrio im je tu gradnju. Radovi su trajali više godina jer je mletački dužd Augustin Barbarigo odredio da se obitelji Vitturi pošalje pomoć za dovršenje kaštela u građevinskom materijalu, bravama, olovu i željezu. Taj su materijal prebacili u Trogir karavela Stjepana Juranovića iz Šibenika i Rafaela Stjepanova iz Korčule. Vlast je pomogla u izgradnji bedema s 500 dukata, a svoj udio su dali i težaci. 
U svom konačnom obliku kaštel je izgrađen tek 1564. godine o čemu svjedoči i natpis na galeriji u dvorištu:
JACOBUS ET HIERONIMUS VETURI FRATRES IN HANC FORMAM PROPRIIS S(UMPTIBUS) REDEGERUNT MDLXIIII
U prijevodu: Braća Jakov i Jerolim Vitturi izgradiše u ovom obliku vlastitim troškovima 1564.
Prema povjesničaru Ivanu Lučiću je prvi Vitturi po imenu Jakov došao u Trogir iz Venecije 1213. godine. Oženio je Dobrilu Ciga (Cega), te su se njegovi potomci pohrvatili bračnim vezama s trogirskim obiteljima. Narod je Vitturije nazvao Lušići, po svemu sudeći po Lukši Vitturiju koji je živio u 14. stoljeću, pa je tako nazvan i njihov kaštel i selo oko njega.
Obitelj Vitturi je početkom 17. st. posjedovala 60 zemalja u Malom i Velikom polju, a u gradu Trogiru trgovinu i kuću. Udajama ženskih članova obitelji posjed se osipavao pa je dio djevojaka bio prisiljen odlaziti u samostane. 
Posljednji muški član obitelji bio je Franjo Vitturi koji je umro 1678. Njegova sestra Katarina udala se 1650. za bračkog plemića Jerolima Michielija pa je tako od njih potekla nova trogirska plemićka obitelj Michieli-Vitturi. Potom su njihovi sinovi Jerolim i Šimun osnovali dvije grane obitelji, te su se grčevito borili s obiteljima Rušinić (Rosani), Tomaseo, Dragač i dr. koje su bile u rodbinskim vezama s obitelji Vitturi za privilegije i nasljedstvo Vitturija.
Tako je i jedan sukob između obitelji Vitturi i Rušinić poslužio književniku Marku Kažotiju kao osnovni motiv radnje u romanu Miljenko i Dobrila.
Posljednji potomci po ženskoj lozi obitelji Vitturi su bile sestre Dobrila (Bona) i Klara. Nova obitelj Michieli-Vitturi uzdigla se u 18. st. među najutjecajnije trogirske feudalne obitelji, te su njeni članovi obavljali visoke funkcije u mletačkoj vojsci i upravi.

## Karakteristike i nadogradnja
Kaštel se sastojao od dvorišta na sjeveru koje je bilo okruženo obrambenim zidovima s kulama i dvokatne stambene građevine na južnom dijelu. Drugi kat te građevine je bio ukrašen renesansnim prozorima i triforom s balkonom. Na prvom su katu pak bili manji četvrtasti prozori, dok su u prizemlju na sredini južnog pročelja bila morska vrata uz koja su mogli pristajati brodovi. 
Južni dio je dakle sagrađen u moru, a sjeverni dio je obrambenim jarkom punim morske vode preko kojeg se prebacivao pomični most bio odvojen od kopna. Pretpostavlja se da je drveni most zamijenjen kamenim nakon što je tvrđava Klis 1648. godine došla pod vlast Venecije. Jarak je kasnije nasut, te je prostor ispred samog kaštela nazvan po mostu Brce. Nekoć se granična ulica na istoku sela nazivala Obrov po jarku koji je opkoljavao selo. Na sjevernoj strani sela kod stare crkve su bila seoska vrata pa je zbog toga i danas u Kaštel Lukšiću ostao naziv Sela vrata.
Godine 1561., braća Jakov i Jerolim preuređuju kaštel te uz obrambene zidove nadodaju dvokatna krila i dvokatnu renesansnu galeriju. Na prvom katu ugrađuju renesansne otvore i peterodjelni balkon. Pronađeni kameni fragmenti dijelova strojeva za preradu grožđa i maslina služe kao dokaz da je osim obrambene uloge ovaj kaštel imao i gospodarski značaj.
Nakon prestanka turske opasnosti, kaštel gubi svoju obrambenu ulogu. Demontirani su renesansni prozori s južne strane na čije mjesto dolaze barokni prozori, a južni i sjeverni dio se povezuju krovom u jedinstvenu cjelinu.
Obitelj Michieli-Vitturi je živjela u kaštelu sve do 1943. Nakon Drugog svjetskog rata je u njemu smještena osnovna i poljoprivredna škola, te dječje odmaralište.
Kaštelu je vraćen izgled kakav je imao oko 1700. godine kada su vršeni radovi na obnovi od 1993. do 2001. 
Danas su u kaštelu Vitturi smješteni Muzej grada Kaštela i Turistička zajednica grada Kaštela.
- kaštel Vitturi
- Maketa kaštela Vitturi: pogled s kopna
- Maketa kaštela Vitturi: pogled s mora
- Maketa kaštela Vitturi: pogled na dvor